# George FitzGerald (physicien)
Pour les articles homonymes, voir George FitzGerald et FitzGerald.
George Francis FitzGerald (3 août 1851 à Dublin, Irlande - 22 février 1901 à Dublin) est un physicien irlandais. Il est professeur de « philosophie naturelle et expérimentale », c'est-à-dire de physique et de chimie, au Trinity College de Dublin en Irlande pendant le dernier quart du XIXe siècle.

## Biographie
FitzGerald est né au 19, Lower Mount Street à Dublin le 3 août 1851. Il est le fils du révérend William Fitzgerald et de sa femme Anne Francis Stoney. À la naissance de George, son père était professeur de philosophie morale au Trinity College à Dublin et vicaire à l'église St Anne sur Dawson Street. En 1857, il quitte Dublin avec sa famille pour occuper un poste en région. George revient à Dublin à l'âge de 16 ans et est accepté au Trinity College. Il y devient fellow en 1877 et y fera sa carrière au complet.
Avec Oliver Lodge, Oliver Heaviside et Heinrich Hertz, FitzGerald est l'un des physiciens les plus en vue des Maxwellians qui révisent, prolongent, éclaircissent et confirment les théories mathématiques de James Clerk Maxwell sur l'électromagnétisme pendant les années 1870 et 1880. En 1883, en se basant sur les équations de Maxwell, FitzGerald suggère un appareil pour produire des courants électriques à oscillations rapides, lesquels créent des ondes électromagnétiques. Ce phénomène est démontré expérimentalement en 1888 par Hertz.
FitzGerald est connu pour sa conjecture sur les objets en mouvement (en) dans sa courte lettre à l'éditeur de Science, George Francis FitzGerald. En 1889, il publie le court article The Ether and the Earth's Atmosphere où il avance que tous les objets en mouvement se raccourcissent selon la direction de leur déplacement, qui explique certains résultats de l'expérience de Michelson-Morley. Pour parvenir à ce résultat, FitzGerald s'est en partie appuyé sur la façon dont les forces électromagnétiques sont perturbées par le mouvement. Il s'est entre autres appuyé sur quelques équations qu'Oliver Heaviside venait de publier. Le physicien Hendrik Lorentz explore les mêmes concepts en 1892 et met au point les transformations de Lorentz, cadre conceptuel plus vaste, pour expliquer le comportement des électrons. L'hypothèse de la contraction de FitzGerald-Lorentz deviendra une partie essentielle de la relativité restreinte telle que publiée par Albert Einstein en 1905.

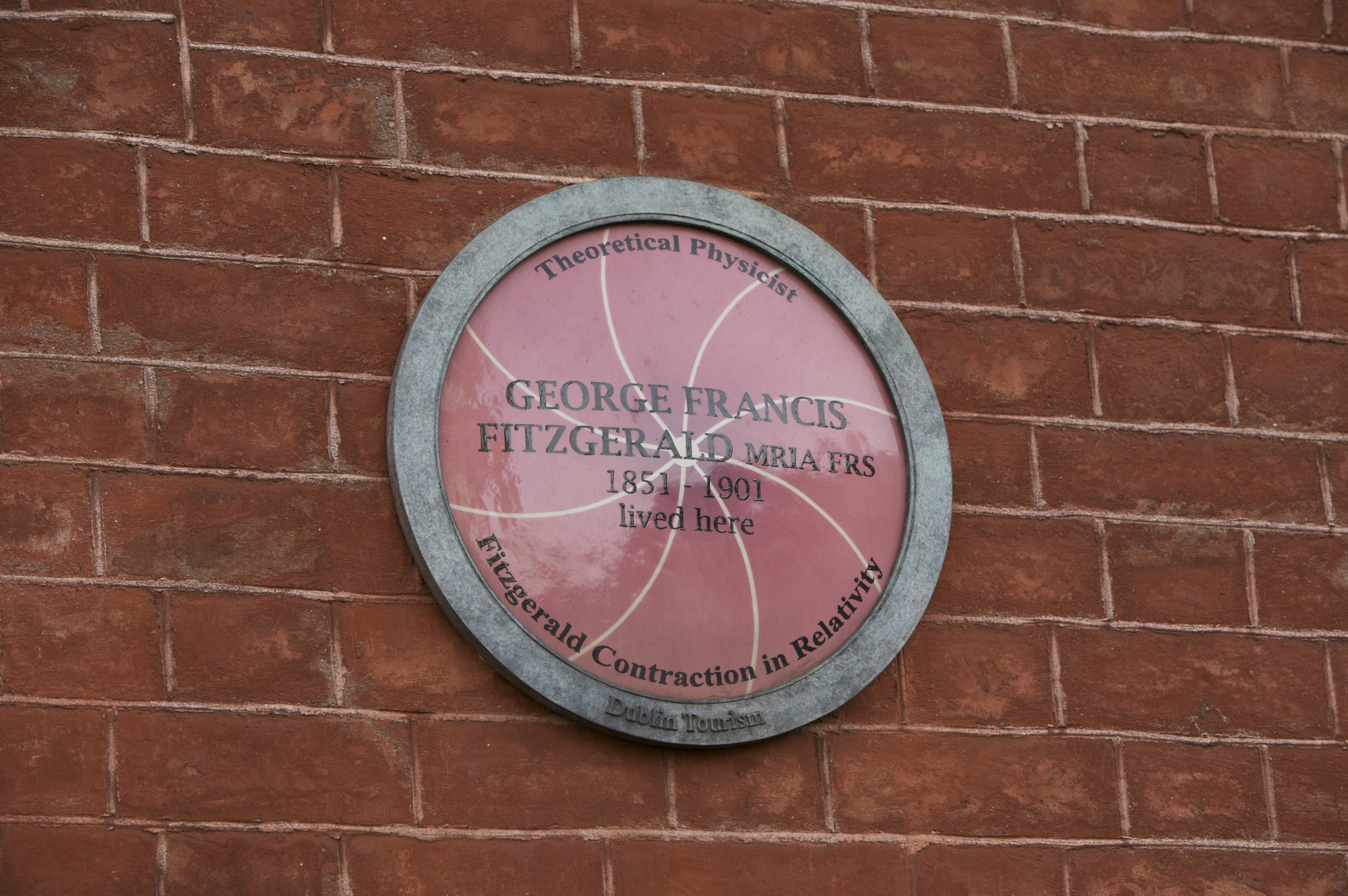
Plaque du 7 Ely Place à Dublin, où Fitzgerald demeurait.

FitzGerald a régulièrement souffert de maladies du système digestif. Il est mort chez lui le 22 février 1901, le lendemain de l'opération d'un ulcère.
FitzGerald est aussi le neveu de George Johnstone Stoney, physicien irlandais qui a proposé le mot « électron ». Lorsque ces particules sont découvertes par Joseph John Thomson et Walter Kaufmann en 1896, FitzGerald propose ce terme.